# Harcourt, Eure

Harcourt este o comună în departamentul Eure, Franța. În 1 ianuarie 2022 avea o populație de 1.076 de locuitori.